# 특별 군사 작전의 실행에 대하여
"특별 군사 작전의 실행에 대하여"(러시아어: О проведении специальной военной операции)는 러시아 대통령 블라디미르 푸틴이 2022년 2월 24일 우크라이나 침공 몇 시간 전, 러시아 국민과 우크라이나군을 대상으로 한 TV 연설이다. 푸틴은 이 연설로 침공 명분을 설명함으로써 여론을 조성하려 했으나 사실의 부정확성과 이념적 성향으로 러시아 외부에서 널리 비판을 받았다. 푸틴은 침공을 정당화하기 위해 우크라이나가 네오나치 국가라는 주장과 유엔 헌장 51조를 근거로 들었으나, 둘 모두 다수의 역사가와 전문가들에게 받아들여지지 않았다.

## 연설
2022년 2월 24일 모스크바 시간 오전 5시 30분, 국영 TV채널에서 러시아 대통령 블라디미르 푸틴의 연설을 방송하기 시작했다.

### 나토
푸틴 대통령은 연설에서 나토와 동등한 조건으로 합의하는 것은 불가능하다며, 군사동맹이 동진하고 있다고 비난했다. 푸틴 대통령은 연설에서 우크라이나의 군사적 발전과 나토의 확장은 "용납할 수 없다"고 자주 언급하면서 이렇게 말했다. "나토가 동쪽으로 확장되면서 해가 거듭될수록 우리나라의 상황은 점점 더 위험해지고 있습니다. 더욱이, 최근 나토 지도부는 러시아 국경까지 동맹 인프라의 발전을 가속화시키고 시행할 필요성에 대해 공개적으로 이야기하고 있습니다. 다시 말해, 자신의 입지를 늘려가고 있습니다. 우리는 더 이상 지켜만 볼 수 없습니다. 그것은 절대적으로 무책임한 일입니다."라고 밝혔다.
푸틴 대통령은 우크라이나가 다른 나토 회원국들에게 "가장 현대적인 무기"를 공급받는 "반러시아" 국가가 되고 있다며 이렇게 말했다. "우크라이나 영토 내의 나토 기반 시설 확장과 군사적 지원은 우리로서 받아들일 수 없는 것입니다. 물론 문제는 나토 그 자체가 아닙니다. 그것은 단지 미국 외교 정책의 도구일 뿐입니다. 문제는 역사적으로 우리의 영토였던, 우리와 인접한 영토에서 완전한 외부 통제 하에 우리에게 적대적인 '반러시아 국가'가 만들어지고 있다는 것입니다. 나토 국가의 군대가 들어서고, 가장 현대적인 무기가 공급되고 있습니다."

### '특별 군사 작전' 선언
푸틴 대통령은 이후 유엔 헌장 51조, 우크라이나 주둔 러시아군 사용에 관한 연방평의회의 결정, 도네츠크 인민공화국과 루간스크 인민공화국과의 협정 등을 인용하여 돈바스 지역에서 '특별 군사 작전'을 시작했다고 선언했다.
"우리에게는 러시아와 우리 국민들을 보호할 수 있는 다른 선택지가 남아있지 않습니다. 하지만, 오늘날 우리가 사용해야 할 단 하나의 선택지가 있습니다. 우리는 단호하고 즉각적인 조치를 취해야 합니다. 돈바스 인민공화국은 러시아에 도움을 요청했습니다. (중략) 이와 관련하여, 유엔헌장 제7장 51조에 따라, 러시아 연방평의회의 승인과, 올해 2월 22일 연방의회에서 비준한 도네츠크 인민공화국 및 루한스크 인민공화국과의 우호 및 상호 협력 조약에 따라, 저는 특별 군사 작전을 실행하기로 했습니다."

2월 21일, 러시아는 푸틴이 언급한 협정에 따라 DPR과 LPR을 독립 국가로 공식 승인했다. 협정은 국가두마와 연방평의회의 비준을 받았다. 푸틴은 "지금 8년 동안 우크라이나 정권이 자행한 굴욕과 대량 학살에 직면"한, 러시아어를 주로 사용하는 돈바스 지역의 "인민 보호"가 이번 "작전"의 목적이라고 말했다. 푸틴은 "유혈 사태에 대한 모든 책임은 전적으로 우크라이나 영토를 통치하는 정권의 양심에 달려 있다"고 말했다. 그리고 러시아가 추구하는 것은 우크라이나의 "비무장화와 탈나치화"라고 공식 발언했다.

### 우크라이나 국민에 대한 요구 사항
푸틴은 우크라이나군에 "즉시 무기를 내려놓고 집으로 돌아갈 것"을 요구하며, "이 요구 사항을 준수하는 모든 우크라이나 군인은 자유롭게 전투 지역을 떠나 가족에게 돌아갈 수 있을 것입니다. 유혈 사태에 대한 모든 책임은 전적으로 우크라이나 영토의 통치 체제의 양심에 달려 있습니다"라고 말했다. 그는 우크라이나 시민들을 대상으로 한 연설에서, 러시아의 움직임을 위협에 대한 자기방어권과 "오늘날 일어나고 있는 것보다 훨씬 더 큰 재앙"과 연결지으며 말했다. "이 비극의 장을 넘어 함께 앞으로 나아갈 수 있도록 화답하기를 바랍니다."
푸틴은 우크라이나 영토를 점령할 생각은 없으며, 우크라이나 국민의 자결권을 지지한다고 밝혔다. "우리는 우크라이나 영토를 점령하지 않을 것입니다. 아무 것도 강제하지 않을 것입니다. 동시에, 최근 서방이 소련 전체주의 정권이 서명한 제2차 세계대전의 종전 문서를 더 이상 인정하지 않으려 한다는 이야기를 들었습니다."

### 개입에 대한 경고
푸틴 대통령은 연설 말미에서 다른 국가들에게 분쟁에 개입하지 말라고 경고했다.
"우리나라에 간섭하고 우리 국가와 국민들을 위협하는 자들에게는, 러시아의 즉각적인 대응과 이제껏 한 번도 경험하지 못한 결과만이 기다릴 것임을 알아야 할 것입니다. 우리는 어떤 사태에도 준비되어 있습니다. 우리는 이에 대한 모든 결정을 내렸습니다. 모두 이해하셨기를 바랍니다."

### 여파
푸틴 대통령의 연설은 2월 23일 저녁에 시작된 우크라이나 사태에 관한 유엔 안전보장이사회 긴급회의에 송출되었다. 회의 중 유엔 주재 러시아 대표 바실리 네벤자는 "우리는 우크라이나 국민이 아니라 키이우에서 권력을 장악한 집단에 대한 공격을 수행하고 있다"고 말했다.
푸틴의 선언 몇 분 후 키이우, 하르키우, 오데사 및 돈바스에서 폭발이 보고되었다. 오전 5시경 키이우 시간, 러시아 항공 우주군은 우크라이나 군사 시설에 미사일 공격과 폭격을 시작했다. 크림 반도와 벨라루스 영토 등 여러 방향에서 지상군이 우크라이나 영토로 진격하며 2022년 러시아의 우크라이나 침공이 시작되었다.

## 전쟁의 명분

### 나토의 확장
소련 해체 이후 14개 국가가 나토에 가입했으며 그 중 4개 국가는 러시아와 국경을 맞대고 있다. 우크라이나는 2008년 나토 가입을 제안받았으나 그 이후로 절차가 중단되었다. 2022년 2월 중순 러시아를 방문하는 동안 독일 총리 올라프 숄츠는 이 지위를 확인했다. 2014년 러시아 연방의 크림반도 병합 이후 러시아 군사력을 강화할 물류 기반시설과 비행장이 조성되었다. 러시아가 특히 우려한 것은 폴란드에 미사일 방어 시스템이 배치되는 것이었다. 미사일 방어 시스템은 단거리 및 중거리 탄도 미사일을 요격할 수 있지만 하지만 러시아는 이러한 무기의 통제에 대한 논의를 거부했다.

### 유엔 헌장 제51조와 도네츠크 및 루간스크와의 협정
많은 법학자들은 유엔 헌장 51조에 대해 푸틴이 잘못 언급했다고 여긴다. 워싱턴 법대 교수 로버트 골드만에 따르면 이는 "세계질서의 핵심 원칙을 노골적으로 위반한 사례"이며, 우크라이나에 대한 군사적 행동 정당화를 위한 유엔 헌장 51조에 대한 언급은 "마치 강간범이 피해자를 기소한 것과 같다"고 평했다 외교 위원회의 회원 존 B. 벨링거 3세는 유엔 회원국이 아닌 도네츠크와 루간스크의 도움 요청을 두고 러시아가 유엔 헌장 51조를 인용할 수 없다는 소감을 남겼다. 이 조항은 유엔 회원국이 다른 회원국을 보호하는 것만 허용하기 때문이다.
스위스 국제법 연구원 니코 크리쉬는, 51조에서 말하는 자위권은 주로 한 국가에 대한 공격이 이미 실행되었거나 시작되려는 예외적인 경우의 것이라고 주장한다. 다른 상황의 경우 유엔 안전보장이사회 및 기타 분쟁 해결 절차가 있다. 푸틴이 나토를 보는 관점처럼 불명료한 위협은 군사 행동을 정당화할 수 없다. 크리쉬는 2000년대 초 미국이 군사력 사용을 정당화하기 위해 '예방적 자위'라는 개념을 도입하려 했을 때, 대부분의 국가가 그러한 해석에 반대했고 러시아도 그 중 하나였다는 점을 상기시켰다. 유엔 헌장 51조에 대한 푸틴의 언급은 OSCE와 유엔 사무총장 안토니오 구테흐스에게도 부정되었다.

### 네오 나치와 집단학살 주장
푸틴은 우크라이나 침공을 정당화하기 위해 우크라이나를 네오나치 국가로 비유했다. 역사가들에 따르면 그는 집단학살과 제2차 세계 대전의 기억을 이용했다. 돈바스에서 우크라이나가 대량학살을 자행했다는 푸틴의 비난은 세계 유수의 정치인과 전문가들에게 근거 없는 것으로 일축되었다. 2월 24일 푸틴은 침공 목표 중 하나로 우크라이나의 "탈나치화"를 들며 "네오 나치가 우크라이나에서 권력을 장악했다"고 말했다. 2월 25일 러시아 안전보장이사회 회의에서 그는 우크라이나 정권을 "마약 중독자들과 네오나치 갱단"이라고 불렀다.
유엔 사무총장 안토니오 구테헤스는 돈바스에서 일어난 사건을 집단 학살로 간주하기를 거부했다. 그는 “집단학살이라는 범죄에는 명확한 정의가 있으며, 이러한 단어는 국제법에 따라 사용해야 한다. 이건 아닌 것 같다"고 언명했다. 독일 총리 올라프 숄츠는 푸틴의 집단 학살 발언에 대해 "어처구니없다"고 비판했다. 돈바스의 집단 학살 주장은 유네스코 집단 학살 방지 위원회의 의장 알렉산더 라반 힌톤, 정치과학자이자 극우 운동 전문가인 안드레아스 움란드도 받아들이지 않았다.
제2차 세계 대전, 홀로코스트, 집단학살, 나치즘의 역사를 연구하는 세계 최고의 학자(자레드 맥브라이드, 프란신 허쉬, 티모시 스나이더, 오메르 바르토프, 크리스토프 딕맨 등)들은 《Jewish Journal》 주간 신문에, 거의 150명의 역사가들이 서명하고 네오 나치에 대한 단어 선정의 부정확성을 지적한 성명을 발표했다. 《Jewish Journal》은 저자들이 외국인 혐오의 특정 요소를 언급하고, 우크라이나 국가와 사회를 이상화할 의도가 없다고 말하며 "이것은 러시아의 우크라이나 침공을 정당화하지 않는다"고 썼다. 《워싱턴 포스트》는 "파시즘과의 전투에 대한 수사학은, 제2차 세계 대전에서 나치 독일과의 전쟁에서 막대한 손실을 입은 러시아에 깊은 반향을 일으키고 있다"고 논평했다.
450석의 최고 라다에서 극우 민족주의 정당은 단 한 석도 얻지 못했다. 2015년부터 "우크라이나의 공산주의 및 국가 사회주의(나치) 전체주의 정권에 대한 규탄 및 선전 금지에 관한 법률"(법 317-VIII)이 우크라이나 영토에서 시행되었고, 네오 나치가 형사 처벌을 받은 사례도 있다. 분석가들은 푸틴이 문제를 크게 과장했으며 정부, 군, 유권자 모두 이 이념에 대해 광범위하게 지지하지 않는다고 말한다.
푸틴의 "탈나치화" 명분에 대한 비판은 우크라이나 대통령 볼로디미르 젤렌스키에서 기인했다. 젤렌스키의 친척은 홀로코스트 희생자였기 때문이다. 움란드는 러시아어 구사자인 젤렌스키가 2019년 우크라이나 대통령 선거에서 우크라이나어를 사용하는 상대 후보를 큰 차이로 승리했다고 말했다. 스위스 장크트갈렌대 러시아 문화사회학 교수 울리히 슈미트는 푸틴의 단어 선택은 '비열한 암시'라며, 러시아 내에도 우크라이나만큼 극우단체가 적지 않다고 말했다.
아우슈비츠-비르케나우 국립 박물관은 푸틴의 네오나치 규탄에 대해 강력히 항의했다. 미국 홀로코스트 기념관은 우크라이나의 유태인 인구가 2차 세계대전 중 큰 고통을 겪었고, 나치 독일에 의해 거의 완전히 파멸되었음을 언급했다. 그리고 홀로코스트 생존자 수천 명의 우크라이나인 지지를 표명하며 우크라이나 대량학살 주장은 "근거 없고 철면피한" 것이라고 비판했다.

### 핵무기 사용 위협
EU 외교 및 안보 정책 대표 주제프 보렐, 브루킹스 연구소 수석 연구원 마이클 오핸런 및 AP 통신 부사장 존 다니제프스키는 분쟁 개입 대응에 대한 푸틴의 언급을 핵무기 사용 위협이라고 평했다.
2월 27일 푸틴은 국방부 장관에게 전략적 억지력을 특별 전투 임무 태세로 전환할 것을 명령했다. 그 이유는 그에 따르면 서방 국가 지도자들의 '공격적인 발언'뿐만 아니라 서방 국가들의 경제 분약 내 '비우호적인 행동' 때문이다.

## 반응
나토 사무총장 옌스 스톨텐베르그는 "러시아의 무모하고 부당한 공격으로 수많은 민간인이 목숨을 잃을 수 있습니다. 거듭된 경고와 외교적 노력에도 불구하고 러시아는 자주독립국가에 대한 침략의 길을 택했습니다”라고 규탄 성명을 냈다.
미국 대통령 조 바이든은 러시아가 우크라이나 국민에 "부당하고 정당화될 수 없는 공격을 가했다"고 성명을 발표했다.
바이든은 성명에서 "푸틴 대통령은 치명적인 인명 손실과 고통을 불러올 계획 전쟁을 선택했다"고 말했다. 그는 "이 공격이 불러올 죽음과 파괴에 대한 책임은 러시아에게만 있으며, 미국과 동맹국, 파트너국은 단결하여 단호히 대응할 것이다. 세계는 러시아에 책임을 물을 것이다"라고 말했다.
발표 소식이 알려지자 구테흐스 유엔 사무총장은 푸틴에게 침공을 중단할 것을 요청했다. "푸틴 대통령님. 우크라이나에서 군대를 돌리십시오. 평화에 기회를 주십시오. 이미 너무 많은 사람들이 사망했습니다."

## 같이 보기
- 도네츠크 인민공화국과 루간스크 인민공화국의 독립 승인에 관한 블라디미르 푸틴의 연설 - 몇 일 전 푸틴 대통령이 방송한 연설
- "러시아인과 우크라이나인의 역사적 일체성에 관하여" - 푸틴의 2021년 에세이
- "러시아는 우크라이나에 대응하여 무엇을 해야 하는가" - 2022년 러시아 국영 언론사의 티모페이 세르게이체프가 작성한 기사